# Neophisis
Neophisis är ett släkte av insekter. Neophisis ingår i familjen vårtbitare.

## Dottertaxa tillNeophisis, i alfabetisk ordning[1]
- Neophisis arachnoides
- Neophisis arcuata
- Neophisis brachyptera
- Neophisis brevipennis
- Neophisis buloloensis
- Neophisis crassipes
- Neophisis curvata
- Neophisis curvicaudata
- Neophisis echinata
- Neophisis ecmurra
- Neophisis gracilipennis
- Neophisis gracilipes
- Neophisis haani
- Neophisis iriomotensis
- Neophisis kotoshoensis
- Neophisis leptoptera
- Neophisis longicercata
- Neophisis longifenestrata
- Neophisis longipennis
- Neophisis longiplata
- Neophisis longistylata
- Neophisis megaurita
- Neophisis meiopennis
- Neophisis mentawaiensis
- Neophisis novemspinata
- Neophisis obiensis
- Neophisis philippinarum
- Neophisis philorites
- Neophisis phymacercata
- Neophisis pogonopoda
- Neophisis robusta
- Neophisis salomonensis
- Neophisis sarasini
- Neophisis siamensis
- Neophisis supiori